# Chasing Trane: The John Coltrane Documentary
Chasing Trane: The John Coltrane Documentary è un film documentario del 2016 diretto da John Scheinfeld sulla vita del celebre musicista jazz John Coltrane.

## Accoglienza
Nel sito web aggregatore di recensioni Rotten Tomatoes il documentario ha un indice di gradimento del 74% basato su 43 recensioni da parte di critici professionisti, con un punteggio globale di 7 su 10. Metacritic assegna al film un punteggio di 69 su 100, basato su tredici recensioni da parte di critici cinematografici, indicante un "giudizio generalmente favorevole".